# 한국광고총연합회
한국광고총연합회(Korea Federation of Advertising Associations, KFAA)는 광고 활동의 윤리성 및 공익성 제고, 광고 관련 공익 사업 수행, 조사연구 및 교류사업 등 광고 환경 발전 도모를 목적으로 하는 비영리 단체이다. 1971년 7월 26일 설립되었으며 주요 활동은 정보센터 운영, 보고서 발간, 세미나 및 광고대회 개최 등이다. 사무실은 서울특별시 송파구 신천동 7-11 한국광고문화회관 9층(우: 138-921)에 있다.

## 주요 연혁
광고 환경의 발전과 광고 활동의 윤리성·공익성 향상, 회원간 협력 체제 구축과 광고관련 공익 사업 수행, 광고 발전을 위한 조사 연구 및 교류 활동을 목적으로 1971년 7월 26일 한국광고협의회(KARA)로 발족하였다. 이후 1974년 4월 23일 한국광고협의회로 개칭되었으며, 이를 기반으로 1990년 9월 26일 한국광고단체연합회로 새롭게 발족하였다. 2012년 1월 5일 한국광고협회로 명칭을 변경하였다. 2014년 8월 5일 한국광고총연합회로 명칭을 변경하였다.

## 조직 구성
한국광고총연합회의 조직은 크게 사무처와 이사회로 나뉘며, 사무처는 전략기획팀과 콘텐츠진흥팀 2개 팀으로 나뉜다. 광고계 최대 행사인 한국광고대회 및 대한민국광고대상 시상식을 주관하고, 광고정보센터 운영 및 매거진 ADZ 발간, 한국광고아카데미, 대학생광고대회(KOSAC)의 교육사업 등 다양한 광고 관련 공익사업을 진행하고 있다. 산하에 17개의 광고관련 협단체를 회원사로 두고 있다. 아시아광고연명(AFAA) 한국 대표부로 해외단체들과도 교류가 활발하며, 2023년 서울에서 애드아시아 행사를 개최해 K광고의 위상을 드높였다.

## 주요 사업
- 광고의 윤리성·공익성 제고를 위한 광고 관련 공익 사업
- 광고 산업 발전을 위한 연구 및 대정부 건의 활동
- 광고 진흥을 위한 기금 조성 관리
- 광고 발전을 위한 조사, 연구, 출판 및 보급에 관한 사업